# Games World
Games World war eine Videospielshow auf Sat.1. Moderiert wurde sie von Robby Rob und Norman Adelhütte. Die Sendung basiert auf der gleichnamigen Show, die vom britischen Pay-TV-Sender Sky One von 1993 bis 1995 ausgestrahlt wurde.

## Die Moderatoren
Norman Adelhütte präsentierte sich während der Sendung öfter mal in ausgefallenen Outfits und war den Kandidaten stets freundlich gesinnt. Ganz anders der selbsternannte „Master der Videospiele“, Robby Rob (bürgerlich Robert Viktor Minich), der Star der Show. Er moderierte stets mit einer Mütze mit Games-World-Logo auf dem Kopf, dazu eine gelb-transparente (vorher rot-transparente) Brille und seinem stets gleichen, weiß-schwarz-rot gestreiften Pullover. Seine Auftritte begann er jeweils mit einem Sprung auf ein kleines Trampolin. Die Kandidaten betrachtete er stets abwertend, unterbrach sie beispielsweise, während sie ihm eine Antwort auf seine Frage gaben, nicht selten mit einem „Setzen!“ und freute sich jeweils, wenn er einen ausgeschiedenen Kandidaten wegbeamen durfte. Begann ein Duell, so eröffnete er dies stets mit den Worten „Das Spiel startet jetzt!“ und legte dabei einen großen Hebel um.

## Die Sendung
Das erste Mal auf Sendung ging Games World am Sonntag, den 27. März 1994 um 10 Uhr auf dem Privatsender Sat.1. Die letzten Folgen der Show liefen jeweils samstagmorgens gegen 9:30 Uhr.
In der „Welt der Videospiele“ traten pro Sendung jeweils sechs Kandidaten an, jeder ausgerüstet mit seinem eigenen Spruch und vollgesprayter Bauarbeiterjacke. In jeder Sendung wurde ein Turnier abgehalten. In der ersten Runde traten jeweils zwei Spieler gegeneinander an, der Sieger qualifizierte sich für die nächste Runde. Schied ein Kandidat aus, so wurde er weggebeamt. In der zweiten Runde spielten die drei verbliebenen Kandidaten nacheinander in einem Spiel um Punkte, die zwei Bestplatzierten kamen in das Halbfinale. Dort gab es wieder ein direktes Duell, der Sieger musste im Finale gegen einen von Robby Rob gestellten Gegner, genannt Videator, antreten. Der Videator wurde unter mehreren Figuren zufällig ermittelt, unter anderem waren dies „Slug, der Schatten“, „Baron von Zaster“, „Big Bad Boy“, „Magic GLD“ und weitere. Ein Sieg über den Videator brachte nochmals einige Zusatzpunkte im Gesamtranking, welches sich über mehrere Sendungen erstreckte. Die Bestplatzierten durften in einer Sendung den Champion unter den Besten ausmachen, worauf dieser zum Videator gekürt wurde.
In späteren Staffeln berichteten die beiden Moderatoren im Anschluss an die Spielshow über die neuesten Erscheinungen in Sachen Videospiele und präsentierten beispielsweise den brandneuen Super Game Boy.

## Die Spiele
Gespielt wurden jeweils aktuelle Videospiele auf verschiedenen Konsolen wie beispielsweise Sonic 2, Dr. Robotniks Mean Bean Machine (beide SEGA Mega Drive), Super Mario Bros. 3 (SNES, Allstars-Version) oder Tempest 2000 (Atari Jaguar). Auch Neo-Geo-Titel wurden häufig gespielt. Im Halbfinale wurde in den ersten Sendungen jeweils ein eigenes Games-World-Spiel gespielt, in welchem die gegeneinander antretenden Kandidaten Hölzstücke oder Diamanten einsammeln mussten. Das Spiel gab es später auch für den PC auf Diskette zu kaufen. Später wurde das Finale in der sogenannten Virtual Reality ausgetragen. Dabei trugen die Spieler einen VR-Helm und mussten in einem virtuellen Raum umherlaufen und dort ein Stück Käse finden.

## Das Heft
Ab Oktober 1994 erschien unter dem Motto Die ganze Welt der Video-Games!! das Games World Magazin, welches sich um News, Berichte und Tests aus der Videospiele-Branche zu Playstation, Sega Saturn, Sega 32X, Sega Mega Drive, SNES, Atari Jaguar, PC CD-ROM, 3DO, Amiga, CD-I, Neo Geo CD, Handhelds und Arcades kümmerte. Das Heft kostete 6,50 DM und umfasste ziemlich genau jeweils 100 Seiten. Als Wertungssystem wurde ein gewöhnliches Prozent-System verwendet, zudem gaben mehrere Redakteure zu jedem Test ein subjektives Urteil mit einer Wertung von 1 bis 10. Das von Alchemy Publishing veröffentlichte Heft erschien jedoch nur kurze Zeit, bevor es wieder eingestellt wurde.